# Mattia Del Favero
Mattia Del Favero, né le 5 juin 1998 à Florence, est un footballeur italien qui évolue au poste de gardien de but au Cosenza Calcio, en prêt de la Juventus FC.

## Biographie

### Carrière en club
Issu du centre de formation de la Juventus, il connait sa première apparition sur le banc turinois en tant que troisième gardien le 30 mai 2015, lors d'un match de Serie A contre Vérone.
Après avoir passé une saison avec l'équipe réserve de la Juventus, il rejoint en prêt leur rivaux de Serie C du Piacenza Calcio, le 22 juillet 2019. S'il doit notamment faire face à des blessures graves en milieu de saison, il cumule tout de même 16 présences en championnat avec le club de Plaisance,.
Le 10 septembre 2020, il rejoint cette fois la Serie B, étant prêté au Pescara. S'il permet à son équipe de se qualifier après une séance de tirs au but en Coupe d'Italie en début de saison, il est à nouveau durablement éloigné des terrains après une nouvelle grave blessure à l'épaule,.

### Carrière en sélection
Convoqué en équipe d'Italie espoirs dès l'été 2019, il fait ses débuts avec la sélection le 3 septembre 2020, lors d'un match amical remporté 2-1 contre la Slovénie.